# آتیلا آدروویتس
آتیلا آدروویتس (مجاری: Adrovicz Attila؛ زادهٔ ۸ آوریل ۱۹۶۶) قایقران کایاک، و قایقران کانو اهل مجارستان است.